# Chess Titans
Chess Titans是在Windows Vista中新增的一项国际象棋游戏。由微軟製作，特色是其3D的畫面，並可選擇三種棋子和棋盤的樣式，其電腦強度一共分成十級，另也可以雙人對戰，並有儲存棋譜的功能。
它被包含在Windows Vista的家用進階、商用簡易、商用進階和旗艦版中，以及Windows 7的家用進階、專業、企業和旗艦版中。而Windows 8 Beta 2及之后的Windows则不自带此游戏。

## 圖形顯示
這個遊戲圖形顯示的設計主要是基於Windows Aero看起來像玻璃的主題。遊戲中的棋盤可以以3D的方式旋轉，而棋子以及棋盤的花樣可以透過選項「變更外觀」來設定。

## 玩法
這個遊戲的規則就和一般的國際象棋完全相同。玩家可以使用滑鼠或適用於Windows之PlayStation 3、Xbox 360的遊戲控制器。它也可以透過Windows Media Center來進行，並可以使用購買電視卡或部分筆記型電腦時附的遙控器來操控遊戲。

### 玩家對電腦
玩家可以和電腦對戰，並且有1到10等級的難度供玩家選擇。在電腦移動一步後，玩家可以檢視電腦上一個所進行的移動。而當玩家選擇欲移動的棋子後，電腦會自動標示出該棋子目前可以選擇的移動方法，以幫助玩家下棋。這個功能也可以透過設定來關閉。

### 玩家對玩家
玩家可以和另一個玩家對戰，而對戰時棋盤會在玩家移動一步後自動旋轉180度以方便下一位玩家使用，而這個功能也可以透過設定來關閉。這個遊戲也可以儲存所有的玩家對戰遊戲。